# Vitray-en-Beauce
Vitray-en-Beauce település Franciaországban, Eure-et-Loir megyében. Lakosainak száma 353 fő (2022. január 1.). Vitray-en-Beauce Montboissier, La Bourdinière-Saint-Loup, Bouville, Le Gault-Saint-Denis, Luplanté és Meslay-le-Vidame községekkel határos.

## Népesség
A település népessége az elmúlt években az alábbi módon változott:
| Lakosok száma | 206  | 182  | 204  | 312  | 359  | 355  | 357  | 344  | 337  | 353  |
|               | 1968 | 1982 | 1990 | 2006 | 2013 | 2015 | 2017 | 2019 | 2020 | 2022 |